# Hệ thống kinh tế so sánh
Hệ thống Kinh tế So sánh là một nhánh phụ của kinh tế học liên quan đến việc nghiên cứu so sánh các hệ thống tổ chức kinh tế khác nhau, chẳng hạn như chủ nghĩa tư bản, chủ nghĩa xã hội, chế độ phong kiến và nền kinh tế hỗn hợp. Hệ thống này được biết đến rộng rãi như là một phát kiến của nhà kinh tế học Calvin Bryce Hoover. Do đó, Kinh tế học So sánh chủ yếu bao gồm các phân tích về các hệ thống kinh tế so sánh trước năm 1989, nhưng sau này phần lớn hệ thống đã chuyển sang việc so sánh các tác động kinh tế từ những trải nghiệm từ chủ nghĩa xã hội sang chủ nghĩa tư bản. Nó là một phần của kinh tế học, thứ chủ yếu nghiên cứu nhằm thu được kiến thức liên quan đến sản xuất, tiêu dùng và chuyển giao của cải. Nó dựa trên mong muốn tập thể của dân số và các nguồn lực sẵn có để bước đầu tạo ra một hệ thống kinh tế. Hiệu quả hoạt động của hệ thống kinh tế có thể được đo lường thông qua tổng sản phẩm quốc nội (GDP); tức sẽ cho biết tốc độ tăng trưởng của quốc gia. Các phán quyết mang tính quy phạm cũng có thể được đề xuất bằng cách đặt ra những câu hỏi về phân bổ của cải, thu nhập và công bằng xã hội. Các lý luận gia thường cố gắng đánh giá cả khía cạnh tích cực và quy luật của hệ thống kinh tế nói chung và họ làm như vậy bằng cách đưa ra các giả định về các quy tắc của việc quản lý một lĩnh vực kinh tế nào đó và việc tìm kiếm tiện ích trong cùng lĩnh vực. Nó tương đối dễ dàng để dự đoán các kết quả kinh tế khi hệ thống kinh tế của một quốc gia có sự cạnh tranh hoặc có một hệ thống kế hoạch kinh tế hoàn hảo. Với những loại hệ thống kinh tế đó, việc đưa ra chính sách hướng dẫn rất dễ dàng.

## Tác nhân chính trong các hệ thống kinh tế
Luân lý học, chính trị và văn hóa đóng những vai trò quan trọng trong việc xác định hiệu suất của các hệ thống. Các nền văn hóa thông thường có thể ngăn cấm hoặc hạn chế thỏa mãn cá nhân và dẫn đến việc làm thay đổi quy tắc của nền kinh tế; mặt khác, các xã hội có tính cạnh tranh cao có khả năng lạm dụng hệ thống kinh tế và kích thích con người trục lợi quá mức. Văn hóa Marxist những năm 1930, thứ cho rằng thị trường gắn liền với bóc lột lao động, buộc Stalin phải áp dụng kế hoạch chỉ huy hành chính, và ngăn cải cách cho đến khi làn sóng dịu đi dưới thời Khrushchev một phần tư thế kỷ sau.

## Giá trị của các hệ thống kinh tế
Không có khái niệm đúng hay sai khi nói về các hệ thống kinh tế. Mỗi loại hệ thống kinh tế có thể được so sánh dựa trên một tập hợp các yếu tố, nhưng nhìn chung, không có sự thống nhất về vấn đề hệ thống nào đúng hơn hệ thống khác. Do đó, không có một tiêu chuẩn duy nhất nào có thể đánh giá được giá trị của một hệ thống kinh tế mà không gây tranh cãi. Mặc dù các dữ kiện thu thập được và xây dựng các mô hình có thể dùng để thảo luận về hoạt động kinh tế của một quốc gia, nhưng không thể chứng minh được rằng cái nào là tốt nhất. Với hướng dẫn thích hợp, người ta có thể thực hiện các đánh giá mang tính chuẩn mực, đó là đo lường tiềm năng, lý luận luân lý và đạo đức của một hệ thống kinh tế. Các hệ thống có thể được đo lường dựa trên thành tích so với các hệ thống khác và thực hiện các đánh giá quy chuẩn dựa trên số liệu thống kê về mức sống, khoảng cách thu nhập, phân bổ của cải và mức độ thất nghiệp. Việc đưa ra một hệ thống kinh tế mẫu chịu ảnh hưởng mạnh từ suy nghĩ yếu tố đã được chấp thuận nào là quan trọng nhất trong văn hóa, chính trị và đạo đức cũng như tầm quan trọng của các yếu tố bên cung và cầu. Có ba trường phái suy nghĩ. Nhóm đầu tiên là những người theo chủ nghĩa so sánh - họ dựa vào mức độ phụ thuộc của nền kinh tế vào thị trường và mức độ can thiệp của chính phủ. Một nhóm khác nhấn mạnh động lực. Nhóm cuối cùng cũng như hầu hết mọi người, quan tâm nhiều hơn đến tác động qua lại.

## Trong Chiến tranh Lạnh
Nghiên cứu so sánh các hệ thống kinh tế có ý nghĩa quan trọng mang tính chính trị và thực tiễn trong Chiến tranh Lạnh, vào lúc mà các giá trị tương đối của các hệ thống tổ chức kinh tế tư bản và cộng sản, cũng như các tổ chức chính trị là một chủ đề được quan tâm. Một trong những đóng góp quan trọng nhất lúc đầu là cuộc tranh luận về tính toán có liên quan đến khẳng định của Ludwig von Mises. Ông cho rằng một hệ thống hoạch định chuyên chế bởi nhà nước không thể hoạt động được vì thông tin của một hệ thống giá cả sẽ không bao giờ tồn tại cho các nhà hoạch định. Một ví dụ là sự ủng hộ và thực hiện từng phần các hệ thống của chủ nghĩa xã hội thị trường.

## Kinh tế thế giới sau Chiến tranh Lạnh
Bất chấp sự thua kém lớn về kinh tế, các quốc gia như Đức và Nhật Bản đã gần như đạt được thành công hoàn toàn trước Thế chiến thứ hai. Tuy nhiên, việc chỉ có một lực lượng quân đội nhỏ cùng với vấn đề thiếu vũ khí quân dụng đã đặt dấu chấm hết cho những thành công mà trước đó họ đã nắm được trong giai đoạn đầu của cuộc chiến. Các nguyên tắc cơ bản của Hệ thống Kinh tế đã thay đổi mạnh mẽ trong giai đoạn thứ hai của cuộc chiến. Lực lượng quân sự ngày càng trở nên quan trọng hơn GDP hay dân số của một quốc gia. Các quốc gia sở hữu lực lượng quân sự hùng hậu có thể chấp nhận rủi ro, trả giá bởi sai lầm của mình và giành được ưu thế về số lượng so với các quốc gia có nền kinh tế hùng mạnh nhưng có lực lượng vũ trang ít hơn.
Bảng sau thể hiện lượng tiền còn lại sau Thế chiến II.
| Quốc Gia          | Dân số (triệu) | GDP, tính theo đô la và giá cả năm 1990 (tổng, tỉ $) | GDP, tính theo đô la và giá cả năm 1990 (theo đầu người,$) |  |
| Đế Quốc Anh       | 23.2           | 14.4                                                 | 621                                                        |  |
| Đế Quốc Mĩ        | 15.9           | 23.9                                                 | 1,497                                                      |  |
| Đế quốc Pháp      | 24.1           | 10.9                                                 | 452                                                        |  |
| Đế Quốc Ý         | 8.5            | 2.6                                                  | 304                                                        |  |
| Trung Quốc        | 1.2            | 1.1                                                  | 917                                                        |  |
| Liên bang Xô Viết | 62.4           | 134.2                                                | 2,150                                                      |  |

## Sau 1989
Với sự sụp đổ của Chủ nghĩa Cộng sản, các vấn đề của kinh tế chuyển đổi được chú ý hơn. Với số ít trường hợp ngoại lệ, tất cả các hệ thống hiện có đều theo định hướng tư bản chủ nghĩa, mặc dù vai trò kinh tế đáng kể của nhà nước ủng hộ quan điểm khác có thể thay thế rằng nền kinh tế hỗn hợp đã xuất hiện như một hình thức nổi bật nhất của các tổ chức kinh tế.
Ngay cả khi không có sự khác biệt đáng kể giữa các quốc gia, việc nghiên cứu so sánh các hệ thống kinh tế về phân bổ nguồn lực vẫn có giá trị đáng kể so với  việc minh họa ý nghĩa của các phương pháp phân bổ nguồn lực khác có thể dùng để thay thế, bao gồm thị trường, hộ gia đình, phân bổ tập trung và tập quán.